# Starčevićev dom
Starčevićev dom je zgrada na današnjem Trgu Ante Starčevića (k. br. 6) u Zagrebu. Izgrađen je dobrovoljnim prilozima građana. Danas se u njemu nalazi Gradska knjižnica i matična služba Knjižnica grada Zagreba.

## Povijest
Odluka o izgradnji Starčevićevog doma donesena je na skupštini Stranke prava održanoj 27. travnja 1892. godine u Rijeci, kojoj je nazočilo više od 80 istaknutih pravaša iz Banske Hrvatske, Dalmacije, Istre i Rijeke. Književnik i potpredsjednik kluba stranke Eugen Kumičić iznio je prijedlog riječima: "… u živoj nam je uspomeni kolikim je oduševljenjem i stotinama brzojavnih pozdrava bio naš "STARI" pozdravljen iz svih hrvatskih krajeva, kad je navršio šezdesetu godinu svoga života. … pa onda ono golemo slavljenje Stranke prava, prigodom prošlogodišnje gospodarske izložbe, kad su nagrnula čitava hodočašća iz svih hrvatskih krajeva u Zagreb, i kad su ti, nazovimo ih "hrvatski hodočasnici", smatrali svojom prvom i svetom dužnošću da pozdrave Antu Starčevića… …Ali naš "Stari" nije mogao da primi te poklonike u svom stanu, ako se uopće mogu nazvati stanom one dvije neugledne dvorišne sobice, u kojima naš "Stari", naš velikan boravi svoje dane…". Dr. Josip Frank je podržao prijedlog i predložio zaključak da se u Zagrebu prinosima stranke podigne palača koja će u svakom pogledu biti dostojan dom prvaku stranke i Ocu Domovine. U je svrhu izdan proglas hrvatskom narodu.
Prvi prinos za temeljni kamen položen je 8. svibnja 1892. godine. U sljedeće četiri godine predano je 3.878 pojedinačnih i skupnih priloga u ukupnom iznosu od 104.471 kruna. Vlast je zabranila sakupljanje novaca u tu svrhu krajem listopada 1895. godine. Za gradilište je plaćeno 23.000 kruna.
Izvedbeni projekt doma povjeren je arhitektima Leu Hönigsbergu i Juliju Deutschu te je napravljen do 20. lipnja 1894. godine. Od ostalih svoje radove na natječaj su bili poslali i Ćiril M. Iveković iz Sarajeva i Gjuro Carnelutti te Kuno Waidmann dvije inačice rješenja izvan natječaja. Natječajna porota zaključila je da svi pristigli radovi ne odgovaraju "u natječaju iztaknutom programu", a najboljim je ocijenjen projekt Lea Hönigsberga i Julija Deutscha u "monumentalnom slogu talijanske renaissance". Dom je završen 17. srpnja 1895.
U upravi i nadzornim odborima sjedili su Karlo Bošnjak, Franjo Hrustić, Hugo Kon, Tomo Kumičić, Ante Matasić st., Vladimir Prebeg, Bare Poparić, David Karlović, Martin Lovrenčević, Ante Matasić ml. i ini. Nakon otvaranja, Domom je pretežito upravljalo dioničarsko društvo sve do početka prvih mjeseci nakon proglašenja Nezavisne Države Hrvatske. Daleko najveći dioničar bio je čileanski Hrvat Roko Bradanović, trgovac iz Valparaísa, podrijetlom s otoka Visa, a dugogodišnja upraviteljica književnica Marija Kumičić.
U stanu na drugom katu Starčevićevog doma je nakon povratka sa studija u Beču i Parizu 1922., pa do smrti 1928. godine, stanovao blaženi Ivan Merz: to je bila jedina zagrebačka adresa tog rođenog banjolučanina koji je u tih zadnjih šest godina života ostavio duboki trag u hrvatskom katoličkom pokretu. Unatoč pozivanju Ustaškog pokreta na pravaštvo nove su vlasti ukinule Starčevićev dom d.d., čime je otvoreno pitanje odnosa vrha Ustaškog pokreta prema starijim pripadnicima nekadašnje Hrvatske stranke prava.
Tijekom 1991. i 1992. godine u Starčevićevom domu bilo je sjedište suvremene Hrvatske stranke prava, te je ondje bio smješten i Ratni stožer HOS-a. 
Danas trg na kojem se nalazi Dom nosi ime "Trg Ante Stračevića", a u zgradi Doma se nalazi Gradska knjižnica i Matična služba Knjižnica grada Zagreba. 

## Zaštita
Starčevićev dom je zaštićeno kulturno dobro.

## Galerija
- Starčevićev trg 1928. godine
- Starčevićev dom i Starčevićev trg 1934. godine
- Zgrada Doma 2014. godine
- Trg dra Ante Starčevića - ploča s nazivom ulice na Starčevićevom domu
- Anđeo Prosvjete, skulptura na vrhu kupole

## Vanjske poveznice
- Irena Kraševac, Obljetnice: Ante Starčević. Starčevićev dom – gradnja i prenamjene neorenesansne palače u Zagrebu, Hrvatska revija, br. 4, 2023.